# Liste der Naturdenkmale in Ahnatal
Die Liste der Naturdenkmale in Ahnatal nennt die auf dem Gebiet der Gemeinde Ahnatal im Landkreis Kassel in Hessen gelegenen Naturdenkmale. Dies sind gegenwärtig 2 Linden in Weimar sowie 2 Flächenhafte Naturdenkmale, darunter „Der Hohlestein“, ein Basaltkegel südwestlich von Weimar.

## Bäume
| Bild                          | Bezeichnung | Ortsteil, Lage                        | Beschreibung | Art           | Nr.     |
| ----------------------------- | ----------- | ------------------------------------- | --- | ------------- | ------- |
| mehr Fotos \| Fotos hochladen | 2 Linden    | Weimar 51° 22′ 1,6″ N, 9° 23′ 46,4″ O | Winterlinden am östlichen Ortsrand von Weimar. Die beiden Bäume flankieren den Nordwest-Zugang des Friedhofes an der Heckershäuser Straße. In der Gegenrichtung rahmen sie den Blick in den niedriger liegenden Ort und in die dahinterliegende freie Landschaft. Stammumfänge: Der südwestliche Baum 3,00 m, der nordöstliche Baum 3,60 m Höhe: 26 m Pflanzjahr: ca. 1885 OSM-Links zur Kartendarstellung: südwestliche Linde + nordöstliche Linde | Tilia cordata | 3633002 |

## Flächenhafte Naturdenkmale
| Bild           | Bezeichnung        | Ortsteil, Lage                               | Beschreibung | Nr.     |
| -------------- | ------------------ | -------------------------------------------- | --- | ------- |
| weitere Bilder | Oberes Rinnbachtal | Heckershausen 51° 21′ 6,9″ N, 9° 25′ 58,6″ O | Geländeeinschnitt mit kleinem Bach-Auenwald und Feuchtgebiet, ca. 1,2 km südlich des Ortsrandes von Heckershausen. Das Gelände liegt am Waldrand nördlich des Lambert. Direkt nördlich des Naturdenkmals schließen von natürlicher Vegetation leergeräumte Felder an. Durch den feuchten Zentralbereich fließt der Rinnbach. Der örtliche Wanderweg H3 führt westlich am Gelände entlang. Fläche: ca. 3,0 ha OSM-Link zur Kartendarstellung: „Oberes Rinnbachtal“ bei Heckershausen | 3633001 |
| weitere Bilder | Der Hohlestein     | Weimar 51° 21′ 4,9″ N, 9° 21′ 48,5″ O        | Basaltkegel mit Basaltschuttflächen südwestlich von Weimar. Am Hangfuß der Basaltformation steht ein Altbuchenbestand, in der Blockhalde auch Edellaubholz. Westlich und südlich der Erhebung führt ein Waldweg in Sichtweite um das Naturdenkmal herum. Er ist Bestandteil mehrerer Wanderwege, darunter Fulda-Diemel-Weg und Märchenlandweg. Ein steiler Pfad zweigt von dort aus ab und führt in die Blockhalde und näher an die Basaltfelsen heran. Fläche: ca. 1,1 ha OSM-Link zur Kartendarstellung: „Basaltkegel Hohlestein“ südwestlich von Weimar Siehe auch den Wikipediaartikel Hohlestein | 3633003 |